# Interborough Rapid Transit Company

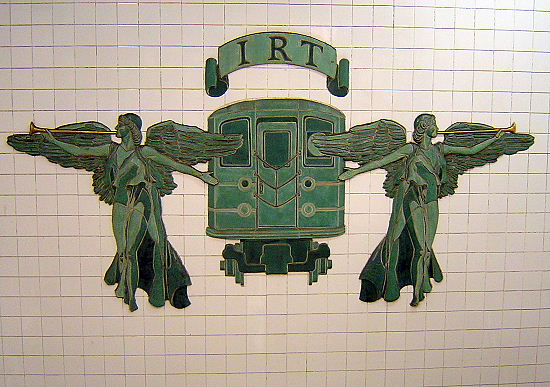
decoração na estação Grand Army Plaza (IRT Eastern Parkway Line)

Interborough Rapid Transit Company (IRT) foi o primeiro operador do sistema de metrô da cidade de Nova Iorque. 
O metrô foi inaugurado no ano de 1904.
A companhia foi adquirida pela prefeitura municipal da cidade em junho de 1940.
As linhas da (IRT) são numeradas e fazem parte da «Divisão A» do sistema metroviário. Os vagões da «Divisão A» são os mais estreitos, curtos e leves do sistema, medindo 2,7 por 15,5 metros.

## Linhas
- IRT Second Avenue Line (fora de operações em 1942)
- IRT Third Avenue Line (fora de operações em 1973)
- IRT Sixth Avenue Line (fora de operações em 1938)
- IRT Ninth Avenue Line (fora de operações em 1958)
- IRT 42nd Street Shuttle
- IRT Broadway–Seventh Avenue Line , ,
- IRT Dyre Avenue Line
- IRT Eastern Parkway Line , , ,
- IRT Flushing Line ,
- IRT Jerome Avenue Line ,
- IRT Lenox Avenue Line ,
- IRT Lexington Avenue Line , , ,
- IRT New Lots Line , , ,
- IRT Nostrand Avenue Line ,
- IRT Pelham Line ,
- IRT White Plains Road Line ,